# Spavanje
Spavanje je prirodno, periodično i fiziološki reverzibilno stanje umanjene budnosti, koje karakterišu smanjena percepcija i reagovanje na spoljašnje draži. Ono je praćeno kompleksnim bihevioralnim (hrkanje, mrmljanje, okretanje u krevetu itd.) i biološkim procesima (izmena srčane frekvencije, disanja, lučenja hormona itd.). Može se definisati i kao nesvesno stanje iz koga se osoba može probuditi senzornim ili drugim dražima, i u tom smislu se razlikuje od kome, koja je takođe nesvesno stanje, ali se iz nje na ovaj način ne može probuditi.
Spavanje je univerzalni oblik ponašanja koji se javlja kod svih životinjskih vrsta, od insekata do sisara.
Iako spavanje već vekovima fascinira ljude i predmet je konstantnog istraživanja od strane mnogih naučnih disciplina, njegove fiziološke funkcije nisu sasvim poznate i u velikoj meri se mogu podvesti pod hipoteze, iako čovek spavajući provede približno trećinu života. Ono je od posebne važnosti za psihijatriju jer se gotovo sve psihijatrijske bolesti između ostalog manifestuju nekim oblikom poremećaja spavanja, pa su ovi poremećaji često u sklopu standardizovanih dijagnostičkih kriterijuma za određene psihijatrijske bolesti.

## Neurofiziologija cirkadijalnog ritma i spavanja
Biološke funkcije spavanja nisu potpuno razjašnjene. Zna se da ono nastaje u mozgu i da postoji zbog mozga, jer je to jedini organ za koji je utvrđeno da ima koristi od spavanja. Smatra se da je njegova najbitnija uloga restorativna, što obuhvata oporavak integriteta neurona i maturaciju sinapsi, čime se omogućava konsolidacija pamćenja i olakšava učenje. Nervni centri za spavanje nisu jasno anatomski definisani, već se sastoje od nekoliko razbacanih grupa neurona. Neuroni uključeni u započinjanje i održavanje sporotalasnog spavanja nalaze se u retikularnoj formaciji produžene moždine, talamusu, hipotalamusu i medijalnim bazalnim jedrima telencefalona, dok se neuroni uključeni u započinjanje i održavanje budnosti nalaze u retikularnoj formaciji mezencefalona, subtalamusu, talamusu i medijalnim bazalnim jedrima telencefalona. Mala grupa holinergičkih neurona koji učestvuju u REM spavanju dodatno je grupisana u gornjem delu retikularne formacije moždanog mosta (ponsa) (vrste spavanja će detaljnije biti opisane u istoimenom odeljku). Štaviše, veruje se kako upravo ta grupa nervnih ćelija, koja se naziva frontalno polje džinovskih ćelija (FTG), direktno inicira REM spavanje. Dokazano je da stimulacija retikularne formacije srednjeg mozga, koja se naziva ascendentni retikularni aktivirajući sistem (ARAS), izaziva buđenje životinje koja spava i razaranje ovog sistema prouzrokuje komatozno stanje, a sličan efekat ima i stimulacija zadnjeg hipotalamusa, dok stimulacija prednjeg hipotalamusa uzrokuje spavanje. Zapravo, budno stanje zavisi upravo od ARAS-a, koji šalje impulse preko relejnih jedara talamusa do kore velikog mozga, a upravo priliv ovih impulsa dovodi do fizioloških izmena kortikalnih aktivnosti, tj. kortikalnog tonusa, koji je osnova svih kognitivnih i motornih funkcija. Prema klasičnoj, tzv. pasivnoj teoriji spavanja, spavanje je pasivan proces, odnosno stanje opšteg smanjenja neuronske aktivnosti i smanjenog priliva draži, zbog čega se ARAS nalazi u stanju pasivne inhibicije. Ispostavilo se, međutim, da se radi o mnogo složenijem procesu, pa tako stimulacija pontinih rafe jedara, prednjeg dela hipotalamusa i orbitalnog dela frontalnog korteksa takođe može izazvati NREM spavanje. Neuroni ascendentnog retikularnog aktivacijskog sistema luče acetilholin, noradrenalin ili serotonin; neuroni prednjeg hipotalamusa gama-aminobuternu kiselinu (GABA), a neuroni zadnjeg hipotalamusa histamin. Prema važećoj, aktivnoj teoriji spavanja, prelazak iz stanja spavanja u stanje budnosti i obrnuto uzrokovan je nebalansiranim reciprocitetom u aktivnosti neurona u ARAS, pa kada su dominantno aktivni noradrenalinski (u lokusu ceruleusu) i serotoninski (u rafe jedrima) neuroni dolazi do smanjene aktivacije acetilholinskih neurona (u retikularnoj formaciji ponsa), što dovodi do stanja budnosti. Ako je balans aktivacije obrnut, tj. u korist acetilholinskih neurona, dolazi do REM spavanja. Takođe, pojačano lučenje GABA i smanjeno lučenje histamina uzrokuje NREM spavanje smanjujući aktivnost moždane kore i talamusa. Kada se lučenje GABA smanji, a histaminsko poveća, nastupa budnost.
Regulatorni biološki mehanizmi u velikoj meri imaju promenljiv, oscilatorni tip kontrole važnih vremenski zavisnih fizioloških funkcija. Život na Zemlji odvija se u skladu sa brojnim ritmičkim promenama. Temperatura, količina padavina i trajanje dana i noći menjaju se sa promenom godišnjih doba (kretanje Zemlje oko Sunca); svakodnevno dolazi do smenjivanja ciklusa dana i noći (kretanje Zemlje oko svoje ose), kao i plime i oseke (kretanje Meseca oko Zemlje). Kako bi se uspešno adaptirale i opstale, životinje moraju prilagoditi svoje ponašanje cikličnim promenama sredine u kojoj žive. Ove ciklične promene aktivnosti organizma nastale usled uticaja periodičnih promena spoljnih faktora nazivaju se biološki ritmovi. Ciklus spavanja i budnosti jedna je od funkcija ljudskog organizma koje se smenjuju u skladu sa cirkadijalnom periodičnošću, odnosno vezana je za spoljne promene ciklusa svetla i mraka. Normalna periodičnost ciklusa iznosi nešto preko 24 sata, ali se može poremetiti ako se osoba izoluje od uticaja smenjivanja svetlosti i mraka ili promeni vremensku zonu. Strukture odgovorne za kontrolu endogenog (unutrašnjeg) 24-časovnog cirkadijalnog ritma su suprahijazmatska jedra hipotalamusa, koja se nalaze sa obe strane iznad optičke hijazme (raskrsnice). Njihovi neuroni, iako nisu deo retikularnog aktivacionog sistema, takođe igraju bitnu ulogu u kontroli ritma spavanja i budnosti. Ova jedra primaju informacije o smenjivanju ciklusa svetla i mraka putem retinohipotalamičkih vlakana direktno iz mrežnjače i kao odgovor uzrokuju nervne i humoralne signale koji usklađuju brojne biološke ritmove. Ona deluju na odgovarajuće neurone kičmene moždine, koji dalje utiču na aktivnost neurona u gornjem cervikalnom ganglionu, čiji se aksoni projektuju u pinealnu žlezdu (epifizu). Kao odgovor na nervne signale iz gornjeg cervikalnog gangliona, epifiza luči hormon melatonin. Melatonin se pojačano sintetiše i luči pri mračnom okruženju, a vrlo malo pri svetlom, pa se smatra da on koordiniše promene koje nastaju zbog smenjivanja ciklusa svetla i mraka. Njegovo lučenje je moguće samo u uslovima prirodnog mraka, a ne kada je, na primer, soba zamračena u toku dana. Maksimalno lučenje ovog hormona dostiže se između 2 i 4 sata ujutro. Razaranje suprahijazmatskih jedara dovodi do poremećaja ciklusa spavanja i budnosti.
Cirkadijalni ritam spavanja čoveka sastoji se od oko 8 sati spavanja i 16 sati budnosti.

### Neuroendokrine promene tokom spavanja
Postoji kompleksna veza između hormona i spavanja. Neki hormoni mogu uticati na spavanje, kao što spavanje može uticati na lučenje pojedinih hormona. Pored melatonina, smenjivanje ciklusa spavanja i budnosti utiče i na sekreciju drugih hormona koji deluju u skladu sa cirkadijalnim promenama. Hormon rasta se najviše luči ranije tokom spavanja, a njegovu sekreciju podstiče sporotalasno spavanje. Spavanje takođe utiče na pojačano lučenje prolaktina, mada ono svoj vrhunac dostiže kasnije nego hormon rasta, negde sredinom noći. Međutim, talasi hormona rasta i prolaktina mogu se sporadično lučiti i na samom početku spavanja, bez obzira na vreme kada se spava. Veruje se da ova dva hormona deluju na proces spavanja mehanizmom pozitivne povratne sprege, pa tako hormon rasta stimuliše sporotalasno, dok prolaktin povećava REM spavanje. Sa druge strane, lučenje tireostimulišućeg hormona dostiže vrhunac uveče, pre samog početka spavanja, dok je tokom samog spavanja inhibisano, a dodatno ga podstiče produžena budnost. Hipotalamo-hipofizno-nadbubrežna osovina je takođe najneaktivnija na početku noćnog spavanja. Na početku spavanja se inhibiše i lučenje kortizola, dok se njegov nivo, kao i nivo adrenokortikotropina povećavaju pri kraju spavanja, neposredno pre buđenja, pa je verovatno kako ova dva hormona učestvuju u izazivanju budnosti. Loša higijena spavanja i produžena budnost mogu imati uticaj na endokrini sistem, pa na primer, pacijenti sa opstruktivnom apnejom u spavanju luče manje količine hormona rasta i prolaktina, a pri dužem nespavanju uveče dolazi do pojačane aktivnosti hipotalamo-hipofizno-nadbubrežne osovine, koja je u normalnim uslovima tada manje aktivna.

## Vrste spavanja
Spavanje je kompleksan proces, sastavljen od više faza, od kojih svaka ima specifične karakteristike. Tokom njega dolazi do različitih bioloških i bihevioralnih promena i događaja koji su u vezi sa odgovarajućim fazama spavanja. Bihevioralne događaje, kao što je mrmljanje ili okretanje u krevetu, moguće je neposredno posmatrati, dok se za registrovanje fizioloških (prvenstveno neurofizioloških) promena tokom spavanja u naučne ili dijagnostičke svrhe koristi polisomnografija. To je neinvazivna metoda kojom se tokom (obično celovečernjeg) spavanja mere različiti fiziološki parametri. Osnovni parametri koji se prate u neurofiziološkim ispitivanjima (naučnoistraživačkim i kliničkim) jesu elektroencefalogram (EEG), elektrookulogram (EOG; merenje aktivnosti pokreta očiju) i površinski elektromiogram (EMG; ispitivanje električne mišićne aktivnosti) mišića u predelu brade i vrata. Takođe, u zavisnosti od cilja obavljanja polisomnografije, prate se i drugi parametri (EKG, zasićenost krvi kiseonikom, položaj tela, intenzitet disanja, pokreti ekstremiteta...), koji se mogu kombinovati i sa podacima o ponašanju osoba tokom spavanja dobijenim audio i video tehnologijom, kako bi se došlo do što preciznijih i obuhvatnijih informacija.

### Elektroencefalografske karakteristike budnosti i spavanja
Električne promene u neuronima mozga, posebno u onim lociranim bliže njegovoj površini, mogu se registrovati preko elektroda spojenih za površinu lobanje putem slanog gela koji provodi elektricitet. Ove elektrode registruju promene i šalju ih do elektroencefalografske mašine. Zapis koji ova mašina generiše zove se elektroencefalogram, koji u stvari predstavlja razliku u potencijalu između dve tačke na površini lobanje. Električne promene registruju se u vidu moždanih talasa.
Najzastupljeniji talasi u budne, opuštene osobe sa zatvorenim očima su alfa-talasi, frekvencije od 8 do 13 Hz i voltaže od oko 50 mikrovolti. Ovi talasi su povezani sa smanjenim nivoom pažnje i kada se oni generišu osoba obično opisuje da se oseća opušteno i srećno, a najčešće se registruju sa potiljačnog (okcipitalnog), a zatim sa čeonog (frontalnog) i temenog (parijetalnog) režnja.
Kada ljudi usmere pažnju na neki spoljni objekat ili intenzivno razmišljaju, alfa-talase zamenjuju asinhroni beta-talasi, koji imaju manju amplitudu i veću frekvenciju od preko 14 do 30 Hz. Oni su povezani sa povećanom pažnjom i budnošću, a ne sa percepcijom. Na primer, ako otvorimo oči u potpunom mraku i pokušamo nešto da vidimo, dolazi do generisanja beta-talasa, iako ništa ne opažamo. Registruju se uglavnom sa temenog i čeonog režnja prilikom njihove aktivnosti.
Postoje i gama-talasi, frekvencije od 30 do 80 Hz, koji su povezani sa višim mentalnim funkcijama, objedinjavanjem informacija iz različitih delova mozga u smisaone celine, povećanom koncentracijom i budnošću. Osim u budnom stanju, javljaju se i tokom REM spavanja.
Dominantne talase u bioelektričnoj aktivnosti mozga zabeležene sa spoljne površine lobanje kod zdravih odraslih osoba, budnih, relaksiranih i sa zatvorenim očima, čine alfa-talasi, koji se pretežno registruju sa zadnjih delova mozga, pomešani sa manjim brojem beta-talasa dominantnih u prednjim delovima mozga. Odstupanja od ovakvog šablona koja se jave tokom budnosti gotovo uvek su znak bolesti.
Prilikom spavanja se EEG zapis značajno menja. Kako postajemo pospani, smanjuje se amplituda i frekvencija alfa-talasa, a tokom samog spavanja dolazi do generisanja teta (od 4 do 7 Hz) i delta-talasa (manje od 3,5 Hz), koji imaju veću amplitudu i manju frekvenciju. Teta-talasi se registruju u temenom i slepoočnom (temporalnom) režnju kod dece, ali su kod pojedinih odraslih osoba prisutni tokom emocionalnog stresa, posebno razočaranja i frustracije. Delta-talasi često imaju dva do četiri puta veću amplitudu od drugih moždanih talasa, a javljaju se samo u dubokom spavanju i organskim bolestima mozga. Kod novorođenčadi su prisutni i u budnom stanju, ali s vremenom iščezavaju. EEG promene tokom spavanja su praćene promenama položaja tela, praga za reagovanje na spoljašnje draži, lakoćom buđenja i brojem pokreta tela.

### REM i NREM spavanje
Postoje, generalno, dve vrste spavanja, razlikovano na osnovu toga da li se može videti pomeranje očiju iza zatvorenih kapaka, a to su REM (rapid eye movement; spavanje sa brzim pokretima očiju; može), poznato i kao paradoksalno, i NREM, ili neREM (nonrapid eye movement; spavanje bez brzih pokreta očiju; ne može) spavanje, koje se naziva i sporotalasno. Talasi tokom NREM spavanja imaju veliku amplitudu i malu frekvenciju. NREM spavanje je podeljeno u tri sukcesivne faze, gde svaka ima manju frekvenciju i veću amplitudu od prethodne. Spavanje počinje sa prolaskom kroz sve tri faze, što obično traje 30 do 45 minuta, a zatim se proces obrće i opet se javljaju asinhroni talasi male amplitude i velike frekvencije, karakteristični za pozorno budno stanje. Umesto da se probudi, međutim, osoba nastavlja da spava. Osoba koja se probudi za vreme NREM spavanja retko se seća da je sanjala, ali je dokazano da se i tokom NREM spavanja sanja. No, dok su snovi u REM spavanju nadrealni i apstraktni, snovi koji se javljaju u NREM spavanju su jasni i svrsishodni. Generalno, NREM spavanje se karakteriše smanjenom metaboličkom aktivnošću mozga, a i protok krvi u njemu je takođe manji, posebno u moždanom stablu, talamusu, prednjem delu hipotalamusa, bazalnim ganglijama, malom mozgu (cerebelumu), kao i frontalnim, parijetalnim i medijalnim temporalnim delovima moždane kore.
Druga vrsta spavanja, REM spavanje, još se naziva i paradoksalno jer se osoba teže budi, iako je EEG zapis desinhronizovan, odnosno sličan onome u pozornom budnom stanju. Ono se može opisati i kao stanje mentalne budnosti u telu koje spava. Osoba koja se probudi za vreme REM spavanja najčešće (u oko 80% slučajeva) se seća da je sanjala, što važi i za ljude koji se obično ne sećaju snova kada se ujutro spontano probude. Prag buđenja u REM spavanju je povišen i tri puta je viši od onog u dubokom spavanju, tj. N3 fazi NREM spavanja. Tonus skeletnih mišića, koji je smanjen i tokom NREM spavanja, postaje značajno inhibisan za vreme REM spavanja. Izuzeti su mišići oka, pa dolazi do pojave brzih, sakadičnih, pokreta očiju (po čemu je ovaj tip spavanja i dobio ime), dijafragma i mišići koji podižu i spuštaju grudni koš tokom disanja. REM spavanje je mnogo manje okrepljujuće nego NREM. Trajanje epizoda REM spavanja se menja, od početnih oko 15 minuta u prvom ciklusu na početku spavanja, do 30 i više u sledećim, da bi pred jutro, tj. buđenje, REM faze bile najduže. Za REM spavanje je karakteristično povremeno javljanje talasa velikih amplituda, koji nastaju u holinergičkim neuronima ponsa i brzo putuju do lateralnog genikulatnog jedra talamusa, a odatle do okcipitalnog korteksa. Ovi talasi se zovu ponto-genikulo-okcipitalni šiljci (PGO). Ponto-genikulo-okcipitalni talasi se javljaju u tzv. fazičnom stadijumu REM spavanja. Fazični REM stadijum je periodičan i javlja se u sklopu toničkog stadijuma. Tonički stadijum je zapravo REM spavanje u užem smislu jer neprekidno traje tokom cele REM faze spavanja, a ime je dobio po atoniji velikih mišićnih grupa i inhibiciji motorike koje ga karakterišu. Do brzih očnih pokreta i trzanja nekih mišića dolazi za vreme fazičnog REM stadijuma. Još uvek nije jasno zbog čega se NREM spavanje periodično prekida REM spavanjem, ali je primećena uloga acetilholina u celom procesu. Ovaj neurotransmiter ima pretežno ekscitacijsko dejstvo, vezanu za izazivanje akutne budnosti i opšte ekscitiranosti nervnog sistema, a uočeno je i da lekovi sa acetilholinskim delovanjem povećavaju učestalost javljanja REM spavanja. Pretpostavlja se da izlazna vlakna velikih holinergičkih neurona u gornjem delu moždanog stabla mogu aktivisati velike delove mozga, dovodeći tako teorijski do tipičnog stanja prekomerne moždane aktivnosti, ali bez buđenja, što je karakteristika REM spavanja.
Za REM spavanje je karakterističan povećan protok krvi u mozgu, kao i pojačana aktivacija nekih delova mozga u odnosu na budno stanje. U nastanku REM spavanja učestvuju tegmentalna jedra ponsa, talamus, zadnji delovi moždane kore, kao i limbički delovi mozga, posebno amigdale, koje su vrlo aktivne za vreme REM spavanja. Sa druge strane, frontalne i parijetalne oblasti mozga su većinom inhibisane.
Neprekinuto, spavanje se odvija ciklično, prelazeći iz prve i druge u treću fazu, a zatim nazad, od treće preko druge, sve do 1, gde se umesto NREM javlja REM spavanje, čime se završava jedan ciklus. Obično se tokom noći prođe kroz 4 ili 5 ovakvih ciklusa, od kojih svaki traje oko 90 ili 100 minuta. Kod mladih osoba na NREM spavanje otpada 75 do 80 posto spavanja, dok ostatak pripada REM spavanju. Epizode REM spavanja traju od 5 do 30 minuta, na početku spavanja su kraće, a kod izrazitog umora mogu i izostati, dok postaju sve duže kako spavanje odmiče.
I pored velikog broja istraživanja u poslednjih 60-ak godina, kao i mnogih informacija o karakteristikama i specifičnostima pojedinih stadijuma spavanja, sama svrha i funkcija spavanja i dalje nisu potpuno razjašnjene. Dok se većina relevantnih istraživača slaže kako NREM spavanje ima bar donekle restorativnu funkciju, uloga REM spavanja i dalje je predmet rasprava i brojnih kontroverzi.

### Polisomnografske karakteristike faza spavanja
Različite stadijume spavanja prvi put su opisali Alfred Lumis i njegovi saradnici 1937. godine, kada su na osnovu razlika u EEG karakteristikama napravili skalu od 5 podeljaka (od A do E), koja je obuhvatila različita stanja, od budnosti do dubokog spavanja. REM spavanje je otkriveno kao posebna vrsta spavanja 1953. godine, pa su Vilijam Dement i Natanijel Klajtman izvršili novu klasifikaciju spavanja, koja je obuhvatila 4 stadijuma NREM i posebnu fazu REM spavanja.
Alan Rihtšafen i Entoni Kejls su 1968. godine izvršili standardizaciju klasifikacije spavanja na osnovu Dementovih i Klajtmanovih rezultata i konstruisali skalu nazvanu po prvim slovima njihovih imena R&K Sleep Scoring Manual (u slobodnom prevodu: R&K priručnik za klasifikaciju spavanja). Po njihovim kriterijumima, NREM spavanje je takođe podeljeno u 4 stadijuma, a 3. i 4. NREM stadijumi su označeni kao sporotalasno spavanje (SWS, slow-wave sleep). REM spavanje je ponekad spominjano kao peti stadijum.
Američka akademija za medicinu spavanja je 2004. godine izvršila reviziju R&K sistema klasifikacije. Revizijom je uvedeno nekoliko promena, od kojih je najznačajnija podela NREM spavanja na 3, umesto na 4 stadijuma kao ranije. Novi rezultati objavljeni su 2007. godine, pod nazivom The AASM Manual for the Scoring of Sleep and Associated Events (Priručnik Američke akademije za medicinu spavanja za klasifikaciju spavanja i sa njim povezanih pojava). Nova klasifikacija obuhvatila je i stanje budnosti, kao i kardiovaskularne, respiracione i motorne promene. NREM spavanje je po ovoj klasifikaciji podeljeno u 3 stadijuma, označenih kao N1, N2 i N3. N1 i N2 stadijumi odgovaraju prvom i drugom stadijumu po staroj klasifikaciji, dok je N3 objedinjeni stadijum, koji obuhvata stare faze sporotalasnog spavanja, odnosno treći i četvrti stadijum.
- Tokom budnosti EEG je brz i moduliran, sa prisutnim alfa i beta-aktivnostima; EOG je haotičan, a EMG pokazuje obilje mišićne aktivnosti.
- U prvom stadijumu NREM spavanja (N1) EEG, tj. alfa-talasi, postepeno usporavaju i do 50%, a javljaju se još beta i teta-talasi; EOG pokazuje pendularne pokrete bulbusa, dok EMG pokazuje oskudnu aktivnost. Ovo je prelazni stadijum koji traje od 1 do 7 minuta, iz njega se lako budi, a i bez buđenja se može reagovati na stimuluse, ali je upamćivanje onemogućeno. Ukoliko se probudi, osoba se često ne seća da je spavala. Ovo je prvi stadijum tzv. površnog spavanja.
- EEG kod drugog stadijuma (N2) pokazuje teta-talase, sa tzv. vretenima spavanja, tj. više talasa od 12 do 14 Hz koji se javljaju 2 do 5 puta u minuti, i K-kompleksima, sporim dvofaznim talasima sa jednim talasom izrazito negativne i drugim izrazito pozitivne voltaže, a mogu se javiti i delta-talasi; EOG i EMG pokazuju oskudnu aktivnost. Ovo je najduži stadijum spavanja koji traje od 10 do 30 minuta, kod koga je prag za buđenje nizak, upamćivanje onemogućeno, a ukoliko se probudi, osoba se ne seća šta je sanjala.
- Kod trećeg stadijuma (N3) je prisutno više od 50% sporotalasne delta-aktivnosti, dok su EOG i EMG oskudni. On traje od 10 do 30 minuta, a prag za buđenje je veoma visok. Ukoliko se osoba probudi, konfuzna je i dezorijentisana, nema sećanja na snove i ponekad automatski izvodi stereotipne pokrete. 3. stadijum se naziva i sporotalasno spavanje, jer je tokom njega učestalost sporih delta-talasa najintenzivnija.
- Polisomnografija karakteristična za REM spavanje podudara se donekle sa budnim stanjem. EEG je nemoduliran, sa prisutnom beta i manjom količinom teta-aktivnosti; EOG pokazuje brze pokrete, a EMG atoniju mišića.

Pored smanjenog mišićnog tonusa, tokom spavanja dolazi i do drugih promena. Na primer, za vreme NREM spavanja dolazi do sporadičnog otpuštanja gonadotropina i hormona rasta iz adenohipofize, smanjuju se krvni pritisak, frekvencija srca, broj respiracija i intenzitet bazalnog metabolizma za 10 do 30%, a ove najnižu vrednost dostižu u trećem stadijumu (N3) NREM spavanja. Takođe, pomenute fiziološke karakteristike su tokom NREM spavanja vrlo stabilne. Tokom REM spavanja krvni pritisak, srčana frekvencija i disanje nestabilni su i povišeni iznad nivoa koji imaju u budnom stanju. Povećava se potrošnja kiseonika u mozgu i menja termoregulacija u skladu sa spoljašnjom temperaturom prostora gde se spava. Štaviše, ukupni metabolizam mozga se za vreme REM spavanja može povećati i 20%. Kod muškaraca se često, gotovo uvek, javlja erekcija, što je važno za kliničku medicinu zbog utvrđivanja da li je erektilna disfunkcija (impotencija) fiziološkog ili psihogenog karaktera. Najuočljivija karakteristika REM spavanja je mišićna atonija. Međutim, iako je mišićni tonus jako smanjen, dolazi do pojačane mišićne aktivnosti i trzanja mišića lica, udova i srednjeg uva. REM spavanje je, dakle, vrsta spavanja pri kojoj je mozak prilično aktivan, ali moždana aktivnost nije usmerena tako da osoba bude potpuno svesna svoje okoline, pa ona istinski spava.
- EEG tokom N1 stadijuma NREM spavanja
- EEG tokom N2 stadijuma NREM spavanja
- EEG tokom N3 stadijuma NREM spavanja (stadijumi 3 i 4 po staroj klasifikaciji)
- EEG tokom REM spavanja

## Teorije, uzrasne karakteristike i funkcija spavanja
Iako čovek provede blizu trećine svog života spavajući, biološke funkcije spavanja nisu potpuno razjašnjene. Spavanje ima direktan i dramatičan efekat samo na nervni sistem, dok je njegov uticaj na ostale funkcionalne sisteme mali ili čak nepostojeći. Osobe kojima je kičmena moždina presečena u području vrata i kod kojih nema ciklusa spavanja i budnosti ispod nivoa presecanja ne pokazuju štetne efekte koji bi mogli biti posledica nepostojanja ovog ciklusa ispod tog nivoa. Međutim, da spavanje nije neophodno, bilo bi normalno da postoje:
- životinjske vrste koje uopšte ne spavaju,
- životinje koje ne moraju da nadoknađuju spavanje posle dužeg perioda budnosti i
- životinje na koje nedostatak spavanja nema značajne posledice.

Pored nekih primitivnih životinja koje ili nemaju mozak, ili je on vrlo prost, još nije otkrivena životinja koja bi ispunila bilo koji od ovih kriterijuma. Mada određene vrste ajkula, kao što su velika bela ili ajkula čekićara, moraju biti u stalnom pokretu kako bi im se oksidovana voda mogla kretati kroz škrge, veruje se da one spavaju koristeći samo jednu hemisferu.
Iako su neuronska područja i transmiteri koji se odnose na spavanje poznati, još uvek nema objašnjenja zašto dolazi do naizmeničnog smenjivanja ciklusa spavanja i budnosti. Pretpostavlja se da kada nervni centri za spavanje nisu aktivni dolazi do spontane aktivacije retikularnih jedara mezencefalona i gornjeg dela ponsa. Ova jedra izazivaju budnost (opisano u odeljku Neurofiziologija cirkadijalnog ritma i spavanja), odnosno dovode do aktivacije moždane kore i perifernog nervnog sistema, koji zatim šalju signale pozitivnom povratnom spregom na ta ista retikularna jedra, čime ih još više aktivišu, pa se zbog te veze budnost održava tokom dužeg perioda.
Sa druge strane, kada mozak ostane aktivan mnogo sati, verovatno dolazi i do zamora neurona samog aktivacijskog sistema, pa nestaje povratna sprega između njih i moždane kore. Tada dolazi do aktivacije centara za spavanje, što omogućava brzi prelazak iz stanja budnosti u stanje spavanja.
Postoji više teorija o spavanju, jer ono kao fenomen fascinira ljude još od perioda Antičke Grčke. Spominjane su konsolidacija pamćenja, konzervacija energije, termoregulacija i adaptacija na nepovoljne spoljašnje uslove itd.

### Ishemična teorija
Ishemična teorija, na primer, pretpostavila je da spavanje nastaje kao posledica smanjenog dotoka krvi mozgu ili barem centrima za svesnost. Starogrčki lekari uvideli su vezu između karotidne arterije i spavanja, a čak je i ime ove arterije izvedeno od grčke reči karo, što znači uspavati. Ova tvrdnja se donekle zadržala i u savremenoj fiziologiji, jer se smatra da do pospanosti koja nastaje posle obroka dolazi zbog većeg priliva krvi iz mozga u digestivne organe. Međutim, ovo je jedna od prvih teorija o nastanku spavanja, a ako se izuzmu različita okultistička verovanja, može se smatrati i prvom, s obzirom da je ovu pojavu pokušala da objasni na osnovu objektivnih činjenica, a ne mističnih ili magijskih fenomena. Kako je nastala u vreme kada nisu bila dostupna saznanja kojima savremena fiziologija danas raspolaže, a samo na osnovu posmatranja i logičkog zaključivanja, ova teorija se danas uzima isključivo kao istorijska referenca.

### Restorativna teorija i endogeni faktori spavanja
Različite teorije o spavanju pretpostavljale su postojanje određenih hipnotoksina, odnosno endogenih faktora i supstanci koje izazivaju spavanje i sprovođena su naučna istraživanja u cilju njihovog izolovanja, pa je tako utvrđeno kako neki biohemijski agensi u organizmu zaista imaju uticaj na pojavu spavanja. Restorativna teorija tako pretpostavlja da je spavanje u stvari posledica blage intoksikacije koja nastaje zbog potrošnje energije u budnom stanju. Prema ovoj teoriji, svaka kontrakcija mišića ili akcioni potencijal dovode do mikroskopskog cepanja tkiva. Ovo tkivo se zatim apsorbuje u krvotok i većinom se eliminiše iz organizma prirodnim filterskim sistemima kao što su bubrezi, pluća, creva ili koža. Međutim, u određenom trenutku dolazi do zasićenja, organizam ne može da eliminiše sve produkte razgradnje i oni se nakupljaju u određenim delovima mozga, što dovodi do izmenjenog mentalnog i fizičkog funkcionisanja. Ove promene se shvataju kao signal da se nagomilani razgradni produkti moraju eliminisati pa dobijamo snažnu želju za spavanjem. Tokom spavanja su tkiva koja proizvode ove materije manje aktivna pa je i razlaganje mnogo manje, a dolazi i do procesa koji uklanjaju već nataložene razgradne produkte iz mozga. Drugim rečima, uloga spavanja je obnova ravnoteže moždane aktivnosti.
Zaista, eksperimenti su pokazali da cerebrospinalna tečnost, krv i mokraća životinja koje su tokom nekoliko dana održavane budnima sadrže jednu ili više supstanci koje uzrokuju spavanje ako se drugoj životinji ubrizgaju u komorski sistem. Jedna od njih je muramil peptid, supstanca male molekulske mase koja se nakuplja u cerebrospinalnoj tečnosti i mokraći životinja koje su bile budne više dana. Samo nekoliko mikrograma ove supstance ubrizgane u 3. komoru izaziva posle par minuta skoro prirodno spavanje koje može trajati više sati. Druga supstanca sličnog dejstva je nonapeptid, koji je izolovan iz krvi životinja koje spavaju, a treći faktor spavanja, koji još nije identifikovan, izolovan je iz tkiva moždanog stabla životinja koje su više dana održavane budnim. Pretpostavlja se da produžena budnost dovodi do nakupljanja jednog ili više faktora spavanja u moždanom stablu ili likvoru, što uzrokuje spavanje. Međutim, s vremenom je ustanovljeno kako ove supstance najčešće ne izazivaju prirodno spavanje već neku vrstu kome. Ipak, neke od njih zapravo izazivaju prirodno spavanje, ali nijedna sama po sebi nije nužna i dovoljna za nastanak spavanja već samo predstavljaju jedan od brojnih faktora koji izazivaju njegovu pojavu, pa se tako danas jedinom stvarno hipnogenom (koja izaziva spavanje) supstancom smatra adenozin.
Veruje se da nakupljanje adenozina, koji između ostalog ima funkciju neuromodulatora, u određenim delovima prednjeg mozga smanjuje budnost i indukuje spavanje. Deo stimulativnog dejstva kofeina potiče od njegovog vezivanja za adenozinske receptore i njihovog blokiranja. Smanjena adenozinska aktivnost podstiče lučenje neurotransmitera dopamina i glutamata. Dokazano je da primena adenozina ili njegovih agonista izaziva duže spavanje, a nivo ekstracelularnog adenozina u nekim delovima mozga je veći tokom budnosti nego za vreme spavanja, i postepeno se povećava tokom dužeg perioda nespavanja. Sa druge strane, nivo adenozina za vreme spavanja postepeno se smanjuje.

### Evoluciona teorija
Evoluciona ili adaptivna teorija spavanja govori o evolucionoj povezanosti perioda spavanja i budnosti, tj. aktivnosti i neaktivnosti, sa preživljavanjem u divljini. Prema njenim tvrdnjama, različite vrste su se adaptirale tako da spavaju onda kada bi budnost po njih bila najrizičnija. Dokazi su izvedeni posmatranjem životinja. Na primer, životinje koje imaju manje prirodnih neprijatelja, kao što su lavovi ili medvedi, spavaju i po 12 do 15 sati dnevno, dok one sa više prirodnih neprijatelja spavaju daleko manje, svega po 4 do 5 sati na dan. Međutim, ova teorija je često osporavana jer mnoge životinje ne ispunjavaju njene kriterijume. Spavanje se kod životinja direktno vezuje za bazalni metabolizam, pa tako pacovi, kod kojih je on vrlo aktivan, spavaju i po 14 sati dnevno, dok slonovi, čiji je bazalni metabolizam sporiji, spavaju samo 3 do 4 sata na dan. Mada osporavana, ova teorija je i dalje aktuelna u proučavanju ponašanja kod životinja.

### Teorija o konzervaciji energije
Ova teorija povezuje periode aktivnosti i neaktivnosti sa potrebama za očuvanjem energije. Ona spavanje ljudi poredi sa hibernacijom, tokom koje se smanjuju telesna temperatura i metabolička aktivnost životinje i tako štedi energija u odsustvu hrane. U slučaju ljudi, noć je neproduktivan period pa se tokom njega spava kako bi se očuvala energija potrebna za dnevne aktivnosti, obnavlja se i povećava nivo glikogena u mozgu koji tokom budnosti opada. Pored toga, tokom noći je hladnije nego tokom dana pa bi se u slučaju noćne aktivnosti trošilo više energije za održavanje telesne temperature. Telesna temperatura podleže 24-časovnim cikličnim promenama u opsegu od 0,5 do 0,7 °C i najnižu vrednost dostiže tokom noći za vreme spavanja, čime se smanjuje gubitak toplote, a postepeno se povećava sa dnevnom aktivnošću. Međutim, mnogi istraživači odbacuju ovu teoriju. Postavlja se sledeće pitanje: ako je svrha spavanja očuvanje energije, zašto tokom njega dolazi do odsustva budnosti, kada se energija može štedeti i u stanju mirovanja? Takođe, životinje posle buđenja iz hibernacije prolaze kroz period spavanja da bi nadoknadili njegov nedostatak za vreme hibernacije. Kako je tokom nje došlo do konzervacije energije, očigledno je da to nije primarna funkcija spavanja, već ono postoji zbog nečeg drugog. Pored toga, metabolizam moždanih ćelija prilično je intenzivan i specifičan. Neuroni imaju minimalnu sposobnost za anaerobni metabolizam (oslobađanje energije delimičnom razgradnjom glikoze i glikogena bez utroška kiseonika) i skoro svu potrebnu energiju dobijaju iz glikoze koja im se putem kapilarne krvi doprema iz sekunde u sekund. Štaviše, specifičnost neurona ogleda se u tome što transport glikoze kroz njihovu ćelijsku membranu ne zavisi od insulina koji je neophodan za prenos glikoze u većinu drugih ćelija tela, a količina glikoze koja se dopremi mozgu za samo dva minuta jednaka je ukupnoj količini deponovanog glikogena u neuronima. Zbog toga se postavlja pitanje važnosti spavanja u kontekstu obnavljanja nivoa glikogena u mozgu.

#### Spavanje i pamćenje
Davno je primećena veza između spavanja i pamćenja, i pozitivan efekat koji ono ima na proces upamćivanja novih informacija. Pretpostavljalo se da blokiranje ulaska novih senzornih informacija koje nastaje tokom spavanja omogućava konsolidaciju pamćenja. Štaviše, istraživanja na ljudima primenom pozitronske emisione tomografije (PET) i studije na životinjama dokazale su da za vreme spavanja može doći do ponovne aktivacije delova mozga koji su bili aktivni i prilikom upamćivanja novih informacija, što bi moglo imati uticaja na konsolidaciju pamćenja. Takođe, aktivacija ovih delova mozga može biti nasumična ili sistematska, čime bi se omogućila integracija novih informacija i onih skladištenih u memoriji. Međutim, fiziološki mehanizmi ovog procesa nisu otkriveni.
Iako su neke od ovih teorija dobile manju ili veću eksperimentalnu potvrdu, nijedna nije u potpunosti odgovorila na pitanje zašto spavamo. Zna se samo da tokom spavanja dolazi do oporavka i odmora delova mozga koji su bili opterećeni u budnom stanju i pretpostavlja se da bez njega ne možemo živeti. Međutim, do sada među ljudima nije zabeležen ni jedan smrtni ishod kao posledica fizioloških efekata nedostatka spavanja. Kada su Vilijama Dementa, osnivača Centra za proučavanje spavanja pri Stenford univerzitetu, koji se do tada ovim istraživanjima bavio 50 godina, pitali zašto spavamo, on je odgovorio: Po onome što ja znam, jedini odgovor na to pitanje koji se može smatrati potpunim je zato što nam se spava.
Mada izostanak spavanja u određenoj meri utiče i na druge fiziološke sisteme, najznačajniji je njegov uticaj na centralni nervni sistem. Dugotrajna budnost uzrok je poremećaja procesa mišljenja i može dovesti do nenormalnog ponašanja, razdražljivosti pa čak i psihotičnih epizoda, te se stoga može pretpostaviti da spavanje obnavlja normalne nivoe moždane aktivnosti i ravnotežu između različitih funkcija CNS. Deprivacija REM spavanja tokom dužeg perioda dovodi do slabijih psiholoških efekata od deprivacije NREM spavanja.

#### Uticaj forsirane budnosti na pacove
Studija iz 2007. je utvrdila vezu između spavanja i funkcionisanja imunskog sistema kod pacova, jer su pacovi koji su držani budnima 24 sata imali 20% manje belih krvnih ćelija u odnosu na pacove iz kontrolne grupe, čime je dokazano da lišavanje spavanja narušava funkcionisanje imunskog sistema. Pacovi koji su lišavani spavanja takođe su već prvog ili drugog dana forsirane budnosti razvijali poremećaj termoregulacije jer im se unutrašnja temperatura povećala za nekoliko stepeni, a konstantno su gubili na telesnoj masi i pored povećanog unosa hrane, povećavala im se srčana frekvencija, razvijale se ulceracije i krvarenja u gastrointestinalnom traktu, dok je za dve do tri nedelje dolazilo do smrtnog ishoda. Slične posledice su zabeležene i kod pacova koji su bili lišavani samo REM spavanja, s tom razlikom što su se patološki procesi razvijali sporije, a do smrtnog ishoda je dolazilo za četiri do pet nedelja. Ispitivanja i na drugim životinjama dala su slične rezultate sa krajnjim smrtnim ishodom kod pasa, zečeva, u nešto manjoj meri kod mačaka, čak i kod voćnih mušica.
Međutim, uprkos većem broju istraživanja, još uvek nije jasno zašto je nedostatak spavanja doveo do smrti kod eksperimentalnih životinja, ali su na osnovu dobijenih rezultata naučnici pretpostavili da spavanje, makar kod (nekih) životinja, ima bar jednu vitalnu funkciju.
Eksperimentalno je dokazano da spavanje utiče na zarastanje rana kod životinja i studija iz 2004. godine pokazala je da deprivacija spavanja usporava zaceljivanje opekotina kod pacova.

#### Spavanje i razvoj
Postoje istraživanja o ontogenetskoj ulozi spavanja i tvrdnje da REM spavanje ima ulogu u razvoju mozga. Rezultati Marksovog istraživanja iz 1995. godine ukazuju na to da nedostatak REM spavanja u ranom životu može dovesti do kasnijih bihevioralnih smetnji, poremećaja spavanja, smanjene moždane mase i patološke apoptoze neurona. Kod beba, najveći deo spavanja čini upravo REM spavanje, dok prevremeno rođeni mladunci nekih životinja više vremena provode u REM spavanju. Istraživači takođe tvrde da inhibicija mišićnog tonusa pri REM spavanju postoji da bi se sprečile eventualne povrede deteta koje bi mogle nastati zbog nekontrolisanih motornih radnji do kojih bi došlo da tonus nije inhibisan, pa pojačana moždana aktivnost normalna za REM spavanje može da se odvija bez bojazni od ovih povreda i omogući tako formiranje i maturaciju sinapsi. Postoje studije o vezi između nedovoljnog spavanja i mentalnih bolesti.

#### Spavanje i mentalni procesi; manjak spavanja
NREM spavanje se smatra neophodnim za inhibiciju delovanja neurotransmitera, dozvoljavajući receptorima da se odmore i ne razviju toleranciju na ove hemijske supstance, pa tako monoamini (serotonin, noradrenalin i histamin) mogu ispoljavati svoja uobičajena dejstva tokom budnosti. To utiče na raspoloženje i sposobnost učenja. Kompromitovano REM spavanje javlja se u sklopu kliničke depresije, za šta se pretpostavlja da je posledica poremećaja holinergičkog sistema mozga, na primer, preterane oseljivosti na efekte acetilholina. Poremećaji REM spavanja kod depresije obuhvataju skraćeno vreme (latencu) između dva REM ciklusa i duže trajanje REM spavanja. Lekovi koji smanjuju REM spavanje, kao što su antidepresivi, efikasni su u lečenju simptoma depresije, dok lekovi koji produžavaju REM spavanje izazivaju ili pogoršavaju ove simptome.
Dugotrajna budnost praćena je dužim periodom ili većim intenzitetom spavanja, ili i jednim i drugim. Smanjuje se latenca uspavljivanja, tj. vreme potrebno za prelazak iz stanja budnosti u stanje spavanja. Povećava se trajanje NREM spavanja (posebno stadijuma 3 i 4, odnosno N3), kao i njegov intenzitet. Takođe se povećava i trajanje REM spavanja, ali je nepoznato da li mu se povećava i intenzitet.
Mnogi ljudi, kao što su lekari, medicinske sestre, policajci itd., imaju lošu higijenu spavanja, tj. poremećen ciklus spavanja usled smenskog karaktera posla kojim se bave. Oni često pokazuju simptome nedostatka spavanja. Jedno američko istraživanje na uzorku zdravih ljudi starosti između 50 i 65 godina pokazalo je da se prosečno vreme spavanja između 1959. i 1980. godine smanjilo za jedan sat, a kao uzroci se između ostalog navode povećana industrijalizacija, sve veći broj ljudi koji rade po smenama, razvoj televizije.
Dugotrajno nespavanje ima najveći uticaj na raspoloženje, ali i motorne kao i kognitivne funkcije, posebno pažnju i radnu memoriju, što može dovesti do fatalnih posledica, na primer saobraćajnih nesreća ili povreda pri upravljanju industrijskim mašinama. Kako su narušeni radna memorija i obrada informacija, vid, produženo vreme reakcije i rasuđivanje, uz čestu pojavu halucinacija, vrlo lako dolazi do različitih nezgoda. Međutim, za njih je često odgovoran još jedan fenomen koji se zove mikrospavanje. Ovo je, u stvari, epizoda spavanja koja nastupa posle perioda duže budnosti i može trajati manje od sekunde pa sve do pola minuta. Nastupa bez upozorenja, iz stanja budnosti se naglo prelazi u prvi stadijum NREM spavanja, a ljudi su ga nesvesni, opisujući ga kao osećaj vrtoglavice, ne znajući da su zapravo nakratko zaspali. Pojava mikrospavanja povezana je sa trajanjem budnosti, pa je tako njegovo javljanje posle 40 sati nespavanja gotovo izvesno. Takođe se narušava koncentracija, posebno na više ciljeve ili ideja istovremeno, osoba postaje manje spontana i više rigidna, smanjuje joj se želja za druženjem, govor postaje nerazgovetniji i otežan, javljaju se zbunjenost i dezorijentacija, nespretnost, lošija obrada informacija i funkcionisanje kratkoročne memorije, neodlučnost.
Intenzitet perifernog metabolizma se kod ljudi i životinja povećava ako su duže vreme budni (kod ljudi i u slučaju insomnije). Sa druge strane, ukupni metabolizam mozga se smanjuje u odnosu na onaj u budnom stanju pri normalnim okolnostima, posebno u talamusu i međumozgu. Utvrđeno je da dugotrajna budnost dovodi do smanjene tolerancije na glikozu, povećane aktivnosti simpatičkog nervnog sistema i pojačane sekrecije kortizola, što ukazuje da bi nespavanje moglo uticati na pojavu dijabetesa, hipertenzije i gojaznosti. Takođe, pacijenti sa insomnijom često oboljevaju od drugih bolesti, posebno kardiovaskularnih, što može biti potvrda za povezanost nespavanja sa uticajem na zdravlje. Međutim, jasna veza još uvek nije utvrđena, a forsirana budnost kod ljudi u eksperimentalne svrhe se uglavnom ne sprovodi duže od tri do četiri dana (zvanično najduži period iznosi 11 dana), pa je za sada nemoguće ustanoviti da li duže nespavanje može imati štetnije posledice po zdravlje. Bez obzira što neispavanu osobu možemo lako prepoznati po spoljnom izgledu i promenama u ponašanju, neurološke promene su relativno male i lako reverzibilne. U istraživanju efekata nespavanja tokom perioda od nekoliko dana primećena je pojava blagog nistagmusa (nevoljna ritmička oscilacija očnih jabučica), tremora ruku, neartikulisanog i nerazgovetnog govora i ptoze (spuštanja gornjih očnih kapaka). Posle dužeg perioda budnosti uočavaju se i snižen kornealni refleks, pojačani faringealni refleks, mišićni (duboki) refleksi, ubrzano lupanje srca, veća rezistencija na insulin, glad, kao i pojačan senzibilitet za bol. Međutim, svi simptomi nestaju neposredno posle nadoknađenog spavanja. Takođe, dolazi i do značajnih promena EEG aktivnosti. U velikom broju istraživanja zabeleženo je progresivno smanjivanje alfa-talasa tokom forsirane budnosti. Epizode alfa-talasa kod ispitanika posle 24 sata budnosti traju do 10 sekundi, smanjujući se na 4 do 6 sekundi posle 72 sata, odnosno na 1 do 3 sekunde posle 120 sati. Nakon 115 sati budnosti, zatvaranjem očiju prestaju da se generišu alfa-talasi. Procenat delta i teta-talasa povećao se sa 17% i 12% na 38% odnosno 26%. Pojačana delta-aktivnost je bila najuočljivija u prednjim delovima mozga mladih ljudi.
Duži nedostatak spavanja čini osobu podložnijom uticajima i sugestijama drugih ljudi, pa se forsirana budnost često koristi kao oblik mučenja ili iznuđivanja iskaza.
Generalno, smatra se kako NREM spavanje ima bitnu ulogu u restorativnom procesu obnavljanja prirodne ravnoteže između nervnih centara, dok fiziološka funkcija REM spavanja ostaje nepoznanica, a istraživanja pokazuju kako izostanak ove faze spavanja kod ljudi čak i u periodu od dve nedelje ne izaziva ozbiljne ili čak ikakve posledice po ponašanje.
Uopšteno govoreći, nisu svi ljudi i sve aktivnosti podjednako pogođene nedostatkom spavanja. Psihološki efekti biće izraženiji i ozbiljniji kod osoba sa mentalnim poremećajima. Takođe, istraživanja pokazuju kako manji nedostatak spavanja ne utiče negativno na fizičke aktivnosti i vežbe koje ne zahtevaju veći mentalni napor, kao što su trčanje, dizanje tegova i plivanje, s tim što se u njihovo obavljanje ulaže veći napor i potrebno je duže vremena za odmor. Sa druge strane, nespavanje značajno utiče na postignuće u sportovima koji zahtevaju više pažnje, razmišljanja i koordinacije, kao što su fudbal, košarka i tenis. Zadaci koji zahtevaju logičko razmišljanje su usporeni, ali nisu ugroženi.

#### Slučaj Rendija Gardnera
1963. godine, Rendi Gardner, tada 17-godišnji srednjoškolac, izveo je specifičan eksperiment za naučnu priredbu u San Dijegu. Počeo je 28. decembra u 6 sati ujutro, da bi posle 11 dana (264 sata) postao svetski rekorder u najdužem vremenskom periodu provedenom bez spavanja. Pritom nije koristio nikakve lekove, čak ni kofein. Bilo je to teško iskustvo. Posle dva dana nespavanja, Rendi je postao razdražljiv, bilo mu je muka, imao je problema sa upamćivanjem i koncentracijom. Četvrtog dana je bio izrazito slab i imao je manje deluzije (sumanute ideje) , dok se sedmog dana javio i tremor, nerazgovetan govor, a u EEG zapisu više nije bilo alfa-talasa. Jedanaestog dana, kada je od njega traženo da, počevši od broja 100, broji unazad, oduzimajući pritom 7, stao je na broju 65. Kada je upitan zašto je stao, odgovorio je kako je zaboravio šta je radio.
Međutim, Rendi, uprkos predviđanjima pojedinih stručnjaka, nije postao psihotičan, a čak je i na konferenciji za štampu koja je organizovana posle obaranja rekorda govorio razgovetno i razložno. Kada je posle ovoga otišao na spavanje, spavao je skoro 15 sati, da bi posle toga proveo još 23 sata budan, čekajući noć, a zatim je spavao još 10 i po sati. Posle prvog perioda spavanja od 15 sati, većina simptoma je nestala, dok mu se ciklus spavanja u roku od nedelju dana vratio u pređašnje stanje. Najinteresantnija činjenica u vezi sa Rendijevim eksperimentom je to što nije bilo trajnih posledica po njega, za razliku od pacova, koji posle određenog perioda forsirane budnosti umiru. Gardner je i danas zvanični rekorder, mada postoje tvrdnje o obaranju njegovog rekorda, ali ti slučajevi nisu praćeni i registrovani.

#### Fatalna familijarna insomnija
Mada nije jasno utvrđena povezanost nedostatka spavanja i ozbiljnijih fizioloških disfunkcija, postoji vrlo retka bolest koja onemogućava spavanje. To je fatalna familijarna insomnija (smrtonosna porodična nesanica). Ovo je prionska bolest mozga koja se naleđuje autozomno-dominantno: ako je jedan roditelj nosilac mutacije, procenat oboljevanja potomstva je 50%. Prionski proteini nalaze se na ćelijskim membranama, pretežno neuronskim, a kada dođe do transformacije normalnog (PrPC) u patološki (PrPSc) oblik ovog proteina, dolazi do neke od prionskih bolesti, od kojih je verovatno najpoznatija goveđa spongiformna encefalopatija (bolest ludih krava). Sve ove bolesti su neizlečive, a karakterišu ih spongiformna (sunđerasta) degeneracija (otud i naziv spongiformne encefalopatije), gubitak neurona mozga i proliferacija astrocita.
Fatalna familijarna insomnija nastaje zbog mutacije gena na kratkom kraku hromozoma 20, koji dovodi do transformacije normalnog oblika prionskog proteina u patološki. Na svetu postoji samo 40 porodica u okviru kojih ima nosilaca ovih gena. Bolest se javlja u različitim uzrastima, uglavnom između 18. i 60. godine, prosečno u 50. godini života. Simptomi često variraju, čak i među slučajevima u istoj porodici. Najpre se javlja progresivna nesanica, a zatim i napadi panike, fobije i paranoja. Posle dolazi do halucinacija, potpune nemogućnosti spavanja i gubitka telesne mase. Na kraju se javlja demencija, kada pacijent prestaje da reaguje na spoljašnje draži i dolazi do deficita govora. Ovo je poslednji stadijum bolesti, posle koga nastupa smrt. Smrtni ishod obično nastupa u roku od nekoliko meseci, do dve ili tri godine. Kod fatalne familijarne insomnije sa kraćom kliničkom slikom (gde smrt nastupa za manje od godinu dana), od početka dolazi do gotovo potpune nesanice, a spongiformne degeneracije su uglavnom ograničene na talamus i donja olivarna jedra i ne šire se na korteks. U tipu bolesti sa dužom kliničkom slikom (gde smrt nastupa za 2 do 3 godine), nesanica se postepeno razvija, a spongiformne degeneracije zahvataju velike delove moždane kore. Iako mnogi simptomi ove bolesti nastaju zbog spongiformnih degeneracija, veruje se da i nedostatak spavanja sam za sebe utiče na tok bolesti, posebno kod oblika sa kraćom kliničkom slikom, jer komplikacije i težina bolesti koreliraju sa težinom insomnije, a ne sa nagomilavanjem prionskih proteina.
Ne postoji lek za fatalnu familijarnu insomniju. Barbiturati i hipnotici nisu dali efekta u lečenju, a čak mogu i pogoršati kliničku sliku. Bilo je i pokušaja da se kod pacijenta sedativima indukuje koma, kako bi se uspostavio ciklus spavanja, ali je EEG zapis i posle toga pokazivao moždanu aktivnost karakterističnu za budno stanje.

### Uzrasne karakteristike i količina spavanja
Karakteristike spavanja se s godinama menjaju, prateći razvoj i maturaciju nervnog sistema, od onih karakterističnih za novorođenče, do tipičnog spavanja odraslih osoba. Spavanje ima svoju strukturu koja je kvalitativno jedinstvena kod zdravih ljudi, ali se po kvantitetu razlikuje u pojedinim uzrasnim grupama. Jasan ciklus spavanja i budnosti uspostavlja se oko 24. nedelje trudnoće, dok se razlikovanje neke vrste "aktivnog" (REM) i "tihog" (NREM) spavanja javlja u poslednjem tromesečju. Struktura i dužina spavanja kod zdravih osoba zavisi od uzrasta i jasan ciklus NREM-REM spavanja se uspostavlja oko 16. nedelje života, ali traje kraće nego kod starije dece i s godinama se produžava. Iako postoje individualne varijacije, odrasli prosečno spavaju jednokratno noću 7 do 8 sati. Novorođenčad spavaju u više navrata (višefazno) i do 18 sati na dan, gde je zastupljenost REM spavanja oko 50%, (kod nedonoščadi i do 80%) ali se broj perioda spavanja i njegova dužina progresivno smanjuju i dostižu vrednost kao kod odraslih između 4. i 10 godine života. Tako zastupljenost REM spavanja opada na 30 do 35% između 9. i 12. meseca, da bi kod ljudi između 50 i 70 godina starosti činilo samo oko 15% celokupnog spavanja . Generalno, kod novorođenčadi u drugoj nedelji života je dnevno spavanje jednako noćnom i iznosi oko 8 sati, tj. ukupno oko 16 sati, da bi već u 16. nedelji beba danju spavala 4 do 5, a noću 9 do 10 sati, a cirkadijalni ritam se daljim sazrevanjem postepeno stabilizuje. Deca predškolskog uzrasta obično i dalje spavaju preko dana, ali se sa ovom praksom najčešće prekida kada redovno krenu u školu. Kod njih se javlja povišen procenat sporotalasnog spavanja sa visokim pragom za buđenje. Međutim, tokom adolescencije se smanjuje učestalost sporotalasnog spavanja, veruje se zbog gubitka sinapsi, a adolescenti i generalno manje spavaju, ali se to više tumači promenama u ponašanju nego smanjenom potrebom za spavanjem.
Stari ljudi spavaju u proseku 4 do 6 sati, odnosno, spavanje se kod njih skraćuje i postaje lakše. Međutim, smatra se da kod starih ljudi ne dolazi do značajnije promene u potrebi za spavanjem u odnosu na potrebe zdravih ljudi srednje dobi, već oni manjak spavanja tokom noći nadoknađuju popodnevnim odmorom, tzv. dremanjem. Takođe, postoje i indicije da je spavanje kraće i slabije kod starijih ljudi zbog smanjene količine melatonina koji luči epifiza. Sa godinama nastavlja da se smanjuje udeo sporotalasnog spavanja u celokupnom ciklusu, koje do 60. godine čak može i potpuno nestati, a spavanje postaje isprekidano, sa povećanom latencom uspavljivanja, više buđenja tokom noći i više spavanja tokom dana. Stariji ljudi se često bude ranije. Procenat REM spavanja se ne smanjuje ili se smanjuje tek neznatno kod zdravih ljudi, ali kod ljudi bolesnih od Alchajmerove i drugih neurodegenerativnih bolesti koje pogađaju centralni nervni sistem ono može potpuno izostati.
Trajanje spavanja određuje DEC2 gen. Ljudi koji su nosioci mutacije ovog gena spavaju dva sata manje nego normalno. Profesorka neurologije Jing-Hui Fu i njene kolege u laboratoriji uzgajaju miševe nosioce mutacije DEC2 gena, koji spavaju manje od normalnih miševa.
Neki naučnici dele ljude na večernje (sove) i jutarnje tipove (ševe). Jutarnji tipovi lako se bude i vrlo su produktivni ujutro. Umaraju se i odlaze na spavanje rano uveče. Sa druge strane, večernji tipovi se teško bude ujutro, a kada se probude osećaju se umorno. Postaju odmorniji kako se približava veče. Najproduktivniji su uveče, kasno ležu i ustaju kasnije ujutro. Istraživanja su pokazala da večernji i jutarnji tipovi imaju različite mehanizme termoregulacije, gde kod jutarnjih tipova telesna temperatura dostiže dnevni maksimum sat vremena ranije u odnosu na večernje.
Različiti spoljašnji i unutrašnji faktori utiču na potrebu za spavanjem, pa tako fizički rad, bolesti, psihološki stres, povećanja mentalna aktivnost i trudnoća dovode do povećanja želje za spavanjem.
| Uzrast ili fiziološko stanje | Prosečna dnevna količina spavanja |
| ---------------------------- | --------------------------------- |
| Novorođenčad                 | do 18 sati                        |
| Bebe od 1 do 12 meseci       | 14 do 18 sati                     |
| Deca od 1 do 3 godine        | 12 do 15 sati                     |
| Deca od 3 do 5 godina        | 11 do 13 sati                     |
| Deca od 5 do 12 godina       | 9 do 11 sati                      |
| Adolescenti                  | 9 do 10 sati                      |
| Odrasli ljudi srednje dobi   | 7 do 8 sati                       |
| Stari ljudi                  | 4 do 6 sati                       |
| Trudnice                     | 8(+) sati                         |

Tabela 1: Razlike u vremenu spavanja za određene uzrasne grupe i fiziološka stanja

## Snovi
San je mentalna aktivnost koja se javlja za vreme spavanja. To je nevoljan i iracionalan multisenzorni doživljaj sličan halucinaciji, koji ne podleže kritičnosti, a onaj koji sanja u njemu se obično pojavljuje kao aktivni učesnik, a ne kao posmatrač. Snovi se vezuju za REM spavanje, ali se mogu javiti i tokom sporotalasnog spavanja, no, oni se uglavnom zaboravljaju, odnosno ne dolazi do njihove konsolidacije u pamćenju.
Snovima je verovatno najveća pažnja posvećena u okviru psihoanalize, koja je istraživala nesvesne sadržaje smatrane za uzročnike neuroza. Sigmund Frojd je u svojoj knjizi Tumačenje snova objavljenoj 1900. godine nazvao snove carskim putem ka nesvesnom i tu je opširno pisao o složenim vezama između svesnog i nesvesnog psihičkog života. Po njegovoj teoriji, osećanja koja su psihološki potisnuta u nesvesnom delu uma često se manifestuju u snovima ili se ispoljavaju kao duševne i psihosomatske bolesti. Prema Frojdu, najveći deo potisnutih osećanja čine skrivene i zabranjene seksualne želje. Frojd na snove gleda krajnje pozitivno, smatrajući ih svojevrsnim zaštitnim ventilom koji čuva duševno zdravlje. S vremenom je ceo psihoanalitički koncept napredovao i bio dorađivan, pa u završnoj fazi formiranja psihoanalitičkih ideja nesvesno nije obuhvatalo samo društveno neprihvatljive želje, već je ceo psihički život pretežno shvaćen kao nesvestan, sa neznatnim svesnim delom. Frojd je 1923. godine, u 67. godini, formulisao svoju poznatu strukturalnu teoriju ličnosti, po kojoj su osnovne strukturalne jedinice ličnosti Id, Ego i Superego. Id je shvaćen kao nagonski deo ličnosti koji sadrži podsticaj za neposredno zadovoljenje potreba po svaku cenu i bez odlaganja, bez uvažavanja moralnih zabrana. Superego predstavlja društvenu komponentu ličnosti i sadrži ideale kojima težimo; cilj mu je uspostavljanje kontrole ponašanja u skladu sa pravilima društva, ali često funkcioniše neusklađen sa realnošću. Ego se rukovodi principom realnosti i njegova primarna uloga je da zadovolji želje proistekle iz Ida, ali uz poštovanje moralnih principa iz Superega. Po Frojdu, snovi nastaju zbog gubitka kontrole svesnog Ega nad nesvesnim Idom.
Moderna nauka smatra Frojdovu teoriju zastarelom već nekoliko decenija i teži ka objašnjavanju fenomena snova na osnovu fizioloških i anatomskih karakteristika. Međutim, Frojd neosporno mora biti spomenut zbog velikog uticaja koji je njegova psihoanalitička teorija ličnosti imala ne samo na psihologiju i psihijatriju, već i na medicinu uopšte, filozofiju i umetnost, posebno s obzirom na prilično skromna znanja o neurobiologiji koja su u to vreme bila dostupna.
Jedna pretežno psihološka teorija smatra kako je u snovima zastupljeno ponašanje koje se inače retko javlja u ponašanju tokom budnog stanja. Iako njene postavke nisu potvrđene niti osporene, istraživanja su pokazala kako oko 60% sadržaja snova čine tuga, strah ili bes; 20% sreća i radost, a samo 10% se odnosi na sadržaje povezane sa seksualnim radnjama, što je prilično iznenadilo istraživače.
Jedno drugačije shvatanje smatra da je evolutivna funkcija snova filtriranje nepotrebnih sećanja koja se nagomilavaju tokom dnevnih aktivnosti. Fransis Krik tako smatra da su snovi mehanizam za eliminaciju parazitskih sadržaja koji bi u suprotnom prevagnuli i doveli do poremećaja procesa mišljenja.
Istraživanje snova dobilo je novi zamah kada je 1953. godine otkriveno REM spavanje. Psihoanaliza i psihodinamika su dotad bila osnovni koncepti naučne psihijatrije. Pretpostavka je da se 80% sanjanja odvija tokom REM, a samo 20% za vreme NREM spavanja. REM-snovi se mnogo lakše pamte, najčešće su živopisni, emotivno obojeni, nerealni, složeni i bizarni. Sa druge strane, nekad je moguće delimično upamćivanje snova posle buđenja iz NREM spavanja, a ti snovi su uglavnom realističniji. Klasična i intrakranijalna EEG ispitivanja (iEEG), kao i magnetoencefalografske (MEG) studije pokazuju kako za vreme REM spavanja dolazi do značajno većeg generisanja gama-talasa u odnosu na NREM spavanje. Kako su gama-talasi u budnom stanju povezani sa povećanom mentalnom aktivnošću i koncentracijom, smatra se da njihovo pojačano javljanje u REM fazi spavanja ima veze sa kognitivnim, memorijskim i drugim procesima koji zajedno utiču na celokupni (pretežno vizuelni) doživljaj samog sna.
Dalji napredak tehnologije omogućio je primenu snimanja funkcionalnom magnetnom rezonancijom (fMRI) i PET skenerima u naučnim istraživanjima, samim tim i detaljnije upoređivanje moždane aktivnosti u budnom stanju i tokom REM spavanja, kao i bolje razumevanje svesti uopšte. Aktivnost u amigdalama, tegmentalnim jedrima ponsa i prednjem delu cingularne kore se povećava tokom REM spavanja, dok se aktivnost u zadnjem delu cingularne kore i prefrontalnom korteksu smanjuje. Povećana aktivnost u limbičkom sistemu tokom REM faze, a smanjena u prefrontalnom korteksu može objasniti određene karakteristike snova (emotivnu obojenost, iracionalnost i slično).
Snovi nisu crno-beli, već sanjamo u boji. Tokom njih se mogu angažovati svih pet glavnih čula, od kojih je najdominantnije čulo vida, a za njim sledi čulo sluha. Čula dodira, mirisa i ukusa mnogo su manje zastupljena. Snovi mogu biti prijatni ili neprijatni, srećni ili tužni..., a često obuhvataju želje, strahove i druge delove iz života sanjača. Smisao snova je retko racionalna, već se oni odvijaju u maniru haotičnog smenjivanja likova, događaja i mesta, sa često bizarnim i nadrealnim mešanjem ovih elemenata.
Da su snovi povezani sa našim fiziološkim stanjem i okruženjem tokom budnosti govori i činjenica da ljudi koji su slepi od rođenja nemaju vizuelne snove, već samo u auditivnom ili nekom drugom modalitetu koji ne zahteva viđenje. Ako usled moždanog udara ili druge vrste oštećenja tkiva čovek izgubi sposobnost opažanja boja, snovi postaju ahromatski. Takođe, deca retko prijavljuju snove pre 4. ili 5. godine, a i u tom slučaju oni vrlo kratko traju. To je u skladu sa činjenicom da deca tog uzrasta imaju ograničenu sposobnost imaginacije i nisu u mogućnosti da verbalizuju složene i emotivno obojene iskaze.
Neurobiološka funkcija i značaj snova i dalje su nepoznanica. Prema teoriji aktivacije i sinteze, koju su predložili profesori sa Harvarda Alan Hobson i Robert Makarli, tokom REM spavanja dolazi do povećane aktivnosti neurona u različitim delovima mozga, najviše u moždanom stablu, odakle se ona dalje prenosi na druge delove mozga, prvenstveno bazalne (limbičke) regione, koji se smatraju povezanim sa emocionalnim doživljajima, a zatim i pojedine delove moždane kore, gde dolazi do pobuđivanja različitih senzornih zona, što, pretpostavlja se, dovodi do integracije ovih signala i izazivanja doživljaja snova. Po njima, PGO talasi (vidi pododeljak REM i NREM spavanje) iz ponsa koji preko lateralnog genikulatnog jedra talamusa dolaze do vidne kore bivaju protumačeni kao vidne informacije, što dovodi do vizuelnog doživljaja snova. Međutim, ova teorija ne objašnjava kako takvi nasumični nervni impulsi dovode do složenih i povezanih priča koje se često odvijaju u snovima, ili zašto se neki snovi ponavljaju.
Pogrešno je shvatanje snova i REM spavanja kao iste pojave, ili poistovećivanje snova i spavanja uopšte, što je česta pojava među laicima. Većina istraživanja vezanih za spavanje snove ispituje indirektno, na osnovu REM spavanja, jer se oni ne mogu objektivno meriti i posmatrati, dok REM spavanje može. S obzirom na nemogućnost ispitivanja neposrednih karakteristika snova, mnogi naučnici se njima direktno i ne bave u sklopu izučavanja karakteristika spavanja.
Neki istraživači pretpostavljaju da su snovi ključni za konsolidaciju pamćenja i da za vreme sanjanja dolazi do filtriranja pamćenja, kada se gube nepotrebne i nesvrsishodne informacije.
Međutim, i pored više teorija i brojnih naučnoistraživačkih napora, objašnjenja funkcije snova i sanjanja i dalje su hipotetička.

## Poremećaji spavanja
Stalni problemi sa spavanjem su relativno učestala pojava kod ljudi, što je čest razlog značajnih smetnji u njihovom svakodnevnom funkcionisanju ili pogoršanja drugih postojećih bolesti. Smatra se da 40% populacije SAD u nekom periodu života ima problema sa određenim poremećajem spavanja. Učestalost ovih poremećaja se povećava sa godinama i više se javljaju kod žena nego kod muškaraca.
Bolesnici mogu da se žale na nekoliko vrsta tegoba vezanih za poremećaje spavanja i budnosti. Primarni poremećaji spavanja podeljeni su u dve grupe: disomnije i parasomnije. Kod disomnija je kompromitovano vreme provedeno u spavanju i one se dele na insomnije i hipersomnije. Parasomnije se odnose na abnormalna ponašanja tokom spavanja ili u periodu koji vodi od stanja spavanja do stanja budnosti, ili na pojavu normalnog spavanja u neadekvatno vreme.

### Nesanica (insomnija)
Nesanica je poremećaj koji karakteriše nedovoljan kvantitet i/ili kvalitet spavanja. Barem 50% ljudi doživi povremenu nesanicu, dok se procenjuje da 15 do 20% ima hroničnu nesanicu, koja dovodi do ozbiljnih poremećaja u dnevnim životnim aktivnostima, kao i do povećanog rizika od povreda nesrećnim slučajem. Takođe, ona može pogoršati druge somatske bolesti, a najveći problem je što većina slučajeva ostaje nedijagnostikovana.

#### Nesanica izazvana egzogenim uticajem
Ova vrsta nesanice nije dugotrajna i najbolje se leči, kada je to moguće, otklanjanjem činioca koji je izaziva. Najčešća nesanica ovog tipa je prolazna situaciona insomnija koja se može javiti pri promeni ambijenta spavanja (odlazak na put, noćenje u hotelu, šatoru, boravak u bolnici...). Drugi važan činilac koji je može izazvati je psihološki ili fiziološki stres. Do oporavka dolazi za nekoliko dana, a u nekim slučajevima se može lečiti primenom hipnotika. Međutim, uzimanje hipnotika u slučaju ove vrste nesanice treba da traje što kraće.

#### Nesanica udružena sa psihijatrijskim bolestima
Nesanica se javlja kod 80% psihijatrijskih poremećaja, najčešće kod depresije i posttraumatskog stresnog poremećaja, i često je prvi znak psihijatrijske bolesti. Čak i kada je nevezana za psihijatrijski poremećaj, dugotrajna nesanica povećava rizik od pojave depresije. Uz terapiju osnovne bolesti, nesanica se leči hipnoticima.

#### Sindrom nemirnih nogu i nesanica
Sindrom nemirnih nogu se karakteriše osećajem nadolaženja puzeće neprijatnosti u dubini potkolenica i butina, što dovodi do neodložive potrebe za pomeranjem nogu, koje samo privremeno otklanja neprijatnost. Osećaj se javlja svaki put kada je osoba u stanju mirovanja pred usnivanje. Pomeranje nogu remeti zaspivanje i izaziva tešku nesanicu i pored velike želje i potrebe za spavanjem. Poremećaj traje celog života, a posledice su često dramatične, uz naglašene bračne probleme jer supružnici ne spavaju u istom krevetu. Lečenje se dosta uspešno sprovodi primenom malih doza levodope.

### Prekomerna dnevna pospanost (hipersomnija)
Hipersomnija u velikoj meri smanjuje radnu i životnu sposobnost, a najčešći uzroci ovog poremećaja su apneja u spavanju i narkolepsija. Takođe, zloupotreba narkotika i određeni lekovi mogu izazvati prolaznu hipersomniju.

#### Sindrom apneje u spavanju
Prekidi disanja za vreme spavanja su čest i ozbiljan uzrok preterane dnevne pospanosti i poremećenog spavanja. Prekid disanja dovodi do učestalog kratkog buđenja koga bolesnik ne mora biti svestan, skraćuje se ili potpuno izostaje NREM faza spavanja, a posledice su onesposobljavajuće narušavanje budnosti tokom dana, povećan rizik od izazivanja saobraćajnih udesa, hipertenzija i druge ozbiljne kardiovaskularne komplikacije, zatim povećan mortalitet. Prekid disanja nastaje ili zbog okluzije vazdušnog puta (opstruktivna apneja u spavanju), nedostatka respiratornog napora (centralna apneja u spavanju) ili zbog kombinacije oba faktora (mešovita apneja u spavanju). Apneja se češće javlja kod gojaznih ljudi, a jedini dovoljno efikasan način lečenja je korišćenje aparata koji preko posebne maske, koja se nosi pri svakom spavanju, uduvava vazduh pod povišenim pritiskom u pluća (CPAP).

#### Narkolepsija
Narkolepsija je bolest u kojoj dominiraju poremećaj sposobnosti da se voljno održi budnost i poremećaj regulacije REM spavanja, a težina varira retkih i beznačajnih smetnji do teške onesposobljenosti. Ova bolest se karakteriše nastupanjem spavanja na koje osoba ne može da utiče, u situacijama kada se ono normalno ne javlja. Klinička slika ove bolesti sastoji se od četiri faktora: 1. preterane dnevne pospanosti, 2. gubitka mišićnog tonusa izazvanog jakim emocijama, uz očuvanje svesti (katapleksija), 3. halucinacija na početku spavanja (hipnagognih halucinacija) ili pri buđenju (hipnopompnih halucinacija) i 4. paralize mišića prilikom usnivanja ili buđenja (paraliza spavanja). Veruje se kako je poremećaj povezan sa abnormalnostima u funkcionisanju holinergičkih neurona.

### Parasomnije
Parasomnije su abnormalna ponašanja koja nastaju zbog ili se dešavaju za vreme spavanja. Parasomnije nastaju iz NREM spavanja, ima ih više vrsta i tu se ubrajaju mesečarenje (somnabulizam), noćni strahovi (pavor nocturnus), noćno umokravanje (eneuresis nocturna), škrgutanje zubima (bruxismus), pričanje tokom spavanja, paroksizmalna noćna distonija i noćni grčevi, noćno trešenje glave isl. Mesečarenje se češće javlja kod dece nego kod odraslih, a pretežno pogađa muškarce. Epizoda mesečarenja obično traje nekoliko minuta. Mesečari hodaju otvorenih očiju, izbegavajući fizičke prepreke u okruženju, ali se pri buđenju ne sećaju ovih događaja.

## Spavanje kod životinja
Proučavanje spavanja kod životinja važno je za razumevanje spavanja ljudi. Činjenica da je ono među životinjama vrlo rasprostranjeno, čak i u uslovima kada je to opasno, uakzuje na to da spavanje verovatno ima bitnu biološku funkciju. Tome doprinose i primeri nekih zadivljujuće razvijenih adaptivnih procesa, kao što je jednohemisferno spavanje. Veruje se kako se spavanje javlja kod svih kičmenjaka.
Od svih životinja, spavanje je najviše proučavano kod sisara, a NREM i REM spavanje su zabeleženi kod svih sisara i torbara. Čak i fosorijalni sisari, na primer krtice, čiji je vidni sistem slabije razvijen, pokazuju periodičnu EEG aktivnost sličnu REM spavanju.
Kod nekih životinja je teško zabeležiti neurofiziološke promene koje nastaju za vreme spavanja, pa se ono izučava na osnovu bihevioralnih karakteristika, kao što su mimika, položaj tela i smanjeno reagovanje na spoljašnje draži. Iz spavanja se lako budi, za razliku od hibernacije ili kome, a epizoda spavanja koja nastaje posle prolongirane budnosti duže traje i spavanje je dublje. Biljojedi, kojima je potreban veći period budnosti za nalaženje hrane, obično tokom dana spavaju manje nego mesožderi slične veličine, koji mogu odjednom pojesti dovoljno mesa za nekoliko dana.
Konji i drugi ungulatni biljojedi mogu spavati stojeći, ali takođe moraju leći tokom kraćeg perioda REM spavanja, koje izaziva atoniju mišića. Slepi miševi spavaju viseći naglavačke. Kod nekih vodenih sisara i ptica tokom spavanja jedna polovina mozga može biti aktivna, što se zove jednohemisferno sporotalasno spavanje. Ovo je karakteristično i za delfine i kitove, zbog potrebe da se održi disanje: oni moraju s vremena na vreme izroniti na površinu da uzmu vazduh. Aktivnost i neaktivnost naizmenično se smenjuju između dve hemisfere. Tako kljunasti delfini tokom 12-časovnog ciklusa spavanja 2 sata spavaju jednom hemisferom, zatim provode 1 sat budni, da bi posle toga spavali 2 sata drugom hemisferom.
Osim kod sisara, smenjivanje NREM i REM spavanja pronađeno je jedino kod ptica. Mada provode približno istu količinu vremena spavajući kao i sisari, REM faza kod ptica je za četvrtinu kraća. Takođe su prisutni atonija mišića i promene u termoregulaciji. Postoje tvrdnje da neke ptice spavaju u letu, ali to nije potvrđeno. Ptice mogu, kao i vodeni sisari, držati jedno oko otvoreno tokom NREM spavanja, što je povezano sa pojačanom EEG aktivacijom u suprotnoj hemisferi mozga (u odnosu na stranu na kojoj je otvoreno oko). Vreme provedeno spavajući sa otvorenim okom povećava se ukoliko je situacija rizičnija, na primer, kada se ptica nalazi na ivici jata. Štaviše, otvoreno oko je tada usmereno ne ka drugim pticama, već u daljinu, kao da pazi na grabljivice.
Mladunci mnogih sisara u prvim mesecima života spavaju dugo, tokom većeg dela dana. Međutim, kitovi ubice i neki delfini uopšte ne spavaju tokom prvih meseci života. To se objašnjava sposobnošću kopnenih sisara da lako zaštite svoje mladunce dok spavaju, dok morske životinje, čak i kao vrlo mlade, moraju konstantno biti na oprezu zbog grabljivaca.
Donedavno je postojao mali broj istraživanja i podataka vezanih za spavanje beskičmenjaka, kao što su insekti. S obzirom na slabu mogućnost beleženja moždane aktivnosti kod insekata, naučnici su se pretežno fokusirali na uočavanje ponašanja koje bi moglo biti povezano sa spavanjem. Ovakvo ponašanje uočeno je kod nekoliko vrsta insekata, dok je moždana aktivnost karakteristična za spavanje zabeležena jedino kod pčela i voćnih mušica. Prisutna je manja moždana aktivnost tokom spavanja, dok su neuroni vidnog sistema pčela manje osetljivi na vizuelne stimuluse za vreme spavanja nego tokom budnosti. Takođe, kao i kod sisara, vreme spavanja se i u voćnih mušica smanjuje sa godinama, a pokazuju i istu reakciju na delovanje nekih hemijskih agenasa, na primer kofeina.

## Literatura
- Dement, William. The Effect of Dream Deprivation. American Association for the Advancement of Science.

## Spoljašnje veze
- (језик: енглески) Američka akademija za medicinu spavanja